# Fergie
Stacy Ann "Fergie" Ferguson, přechýleně Fergusonová (* 27. března 1975, Hacienda Heights, Kalifornie, USA) je americká zpěvačka, dříve působící ve skupině The Black Eyed Peas, textařka, podnikatelka a herečka.

## Dětství
Její rodiče, Terra a Pat, podporovali Stacy a její mladší sestru Danu Karrierenovou v rozhodnutí působit v showbyznysu. Stacy dostala svou první hereckou příležitost jako moderátorka v zábavném pořadu „The Charlie Brown and Snoopy show“ (1983), ale také ve dvou speciálních televizních vysíláních – „It’s Flashbeagle“ a „Charlie Brown and Snoop show“ (1984), což byly velmi populární moderátorské pořady a talk show. Po působení v reklamě pro Rice Krispies (1984) působila Fergie v úspěšné televizní show „Kids Incorporated“ (v překladu „dětská společnost“).
V roce 1986 hrála Stacy v hororové komedii Monster in the closet, ale působila dál v televizním seriálu Kids Incorporated: Charbusters a Kids Incorporated: Rock in the New Year. V roce 1989 opustila Stacy světla reflektorů a vrátila se zpět do obyčejného života a normálního dění teenagerů.

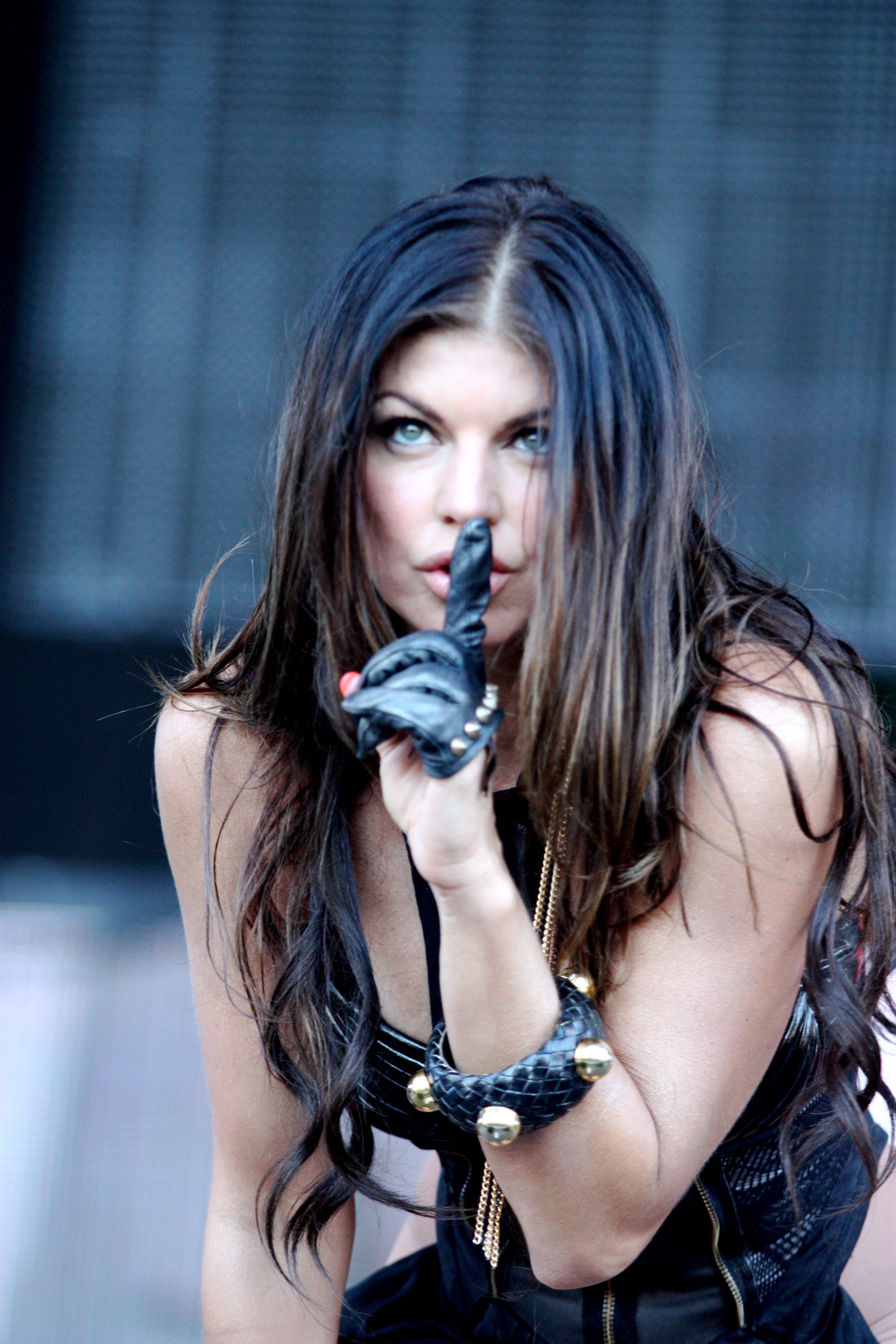
Fergie v srpnu 2009

## Wild Orchid
Hudba ale byla pořád její největší vášní a tak založila spolu se Stefanie Ridelovou a s kolegyní Renée Sandstromovou z Kids Incorporated skupinu Wild Orchid. V roce 1999 měla dokonce vlastní televizní pořad s názvem „Great Pretenders“ na televizním programu FOX TV. Svůj veškerý čas ale nejprve věnovala jen skupině. Ta v roce 1997 vydala své první album Wild Orchid a hned poté, o rok později následovalo další s názvem OXYGEN! V roce 2001 připravovala skupina třetí album, ale už ho nestačila vydat. Skupina totiž přestala existovat, kvůli duševním krizím a depresím, které u Fergie působily v takové míře, že bylo nutné podstoupit terapii. O rok později se vrátila zpět k profesionální pěvecké kariéře. Toužila však po změně a tak odjela do Los Angeles.

## The Black Eyed Peas
V této době potkala Williama Adamse (will.i.am) ze skupiny The Black Eyed Peas. Potkávali se spolu často, v různých televizních show. Poté přijala na krátký čas nabídku a pěvecky doprovázela skupinu Trio. Nahrála s nimi 3 skladby.
The Black Eyed Peas začali pod názvem Atban Klann (1989) ve složení will.i.am, apl.de.ap a Taboo. Trojici doplňovala vokalistka Kim Hillová. Roku 1998 uveřejnili své první dílo s názvem Behind the Front a o dva roky později album Bridging the Gap. Jejich styl hudby byl ojedinělý a neznámý. Spolupracovaly s nimi hvězdy jako např. Macy Gray nebo Wyclef Jean.
V roce 2003 vydali své třetí album Elephunk, na kterém už spolupracovala i Fergie. Ta byla oficiálně přijata jako členka skupiny The Black Eyed Peas. Poté následovalo album Monkey Business (2005). V roce 2009 vydali v pořadí již páté album s názvem The E.N.D. The Black Eyed Peas se odklonili od R&B stylu spíše k elektru. Jejich nejznámějšími skladbami jsou „Boom Boom Pow“ nebo „I Gotta Feeling“.
Poté je tu šesté album The Beginning, které vyšlo 30. listopadu 2010. Tomuto albu, které nebylo přijato fanoušky kapely nejlépe, se musí nechat to, že The Black Eyed Peas chtěli pro novější generaci zrenovovat staré hity do novějšího kabátu.

## Sólová kariéra
Díky velkým úspěchům skupiny se pokoušela Fergie prorazit i v sólové dráze a společně s will.i.amem nazpívala jednu z písní k filmu 50× a stále poprvé (2004)
V roce 2006 vydala i své debutové album s názvem The Dutchess, z něhož pochází i úspěšné písně „London Bridge“, „Fergalicious“, „Glamorous“ nebo „Big Girls Don't Cry“. Všechny singly z její desky se navíc dostaly do TOP 5 Billboard Hot 100, což se předtím žádné zpěvačce nepodařilo. Tři singly z desky se navíc dostaly až na nejvyšší místo a za song „Big Girls Don't Cry“ obdržela i nominaci na cenu Grammy Award.
Rockovým fanouškům bude jistě známá její spolupráce s bývalým kytaristou Guns N' Roses a nynějším lídrem Velvet Revolver Slashem. Tomu zazpívala na jeho koncertu k oslavě narozenin v Las Vegas a hostovala i na jeho sólové desce. Její zpěv obsahuje píseň „Beatiful Dangerous“ a také remix rockové klasiky „Paradise City“, kterou v původní verzi nahráli od Guns N' Roses. Při několika společných vystoupeních se Slashem si Fergie zazpívala také pravděpodobně největší hit této skupiny „Sweet Child O' Mine“. V červnu 2013 nazpívala píseň „A Little Party Never Killed Nobody (All We Got)“ ve spolupráci s umělci „Q-Tip“ a „GoonRock“. Tato píseň je součástí soundtracku k filmu Velký Gatsby.
| Rok       | Název                                   | Role                         |
| --------- | --------------------------------------- | ---------------------------- |
| 2008      | Nine                                    | -                            |
| 2007      | Planet Terror                           | Tammy Visan                  |
| 2006      | Poseidon                                | Gloria                       |
| 2005      | Be Cool                                 | součástí The Black Eyed Peas |
| 1999      | Great Pretenders                        | Moderátor                    |
| 1998      | Outside Ozona                           | Girl                         |
| 1987      | Monster in the Closet                   | Lucy                         |
| 1986      | Chartbusters                            | Stacy                        |
| 1986      | Kids Incorporated: Rock In the New Year | Stacy                        |
| 1985      | Snoopy's Getting Married, Charlie Brown | Sally Brown                  |
| 1984–1989 | Kids Incorporated aka Kids Inc.         | Stacy                        |
| 1984      | It's Flashbeagle, Charlie Brown         | Sally Brown                  |
| 1984      | Be Somebody or Be Somebody's Fool!      | -                            |

## Diskografie
- The Dutchess (2006)
- Double Dutchess (2017)

s Wild Orchid
- Wild Orchid (1997)
- Oxygen (1998)

s the Black Eyed Peas
- Elephunk (2003)
- Monkey Business (2005)
- The E.N.D. (2009)
- The Beginning (2010)